# Віккерс Роберт Борисович
Роберт Борисович Віккерс (31 липня 1931 року, Київ — 31 грудня 2000 року, там же) — радянський і український письменник, драматург, автор сценаріїв ігрових, документальних, науково-популярних та мультиплікаційних фільмів. Творець гумористичного журналу «Блин». Ведучий і редактор розважальних радіопередач «Труба» і «Смачного!». Автор близько сотні сценаріїв телевізійних передач (таких як перші «Блакитний вогник», «КВК» та інші). Співавтор (разом з О. Каневським) кожної з програм Тарапуньки і Штепселя, член Спілки кінематографістів СРСР (1975) і України.

## Біографія
У 1948 році, після закінчення війни, Роберт Борисович Віккерс закінчив у Києві середню школу № 91. Після закінчення школи влаштувався на роботу слюсарем на заводі медичної апаратури. Згодом перейшов на кіностудію ім. Довженка, де створював макети для комбінованих знімань. Під час роботи на кіностудії ім. Довженка відвідував драматичну студію в Будинку народної творчості, а також створював естрадні твори і писав для газет.
З 1955 по 1956 рік працював у Житомирській філармонії актором.
У 1990 році заснував журнал «Блин» і з 1990 по 1997 працював його головним редактором. З 1998 року завідував відділом гумору у газеті «Всеукраїнські відомості».

## Публікації
- Виккерс Р. Юрий Тимошенко и Ефим Березин. — Искусство, 1982. — 221 с. — Тираж 25 000 прим.[1].
- Виккерс Р. Б., Каневский А. С.; [Ил. И. Я. Лившиц]. Как стать любимым. Сер: Репертуар художественной самодеятельности № 7. Репертуарный сборник. — М.: Искусство: 1975. — 56 с.
- А что у вас?: миниатюры для эстрады / Виккерс Р. Б., Каневский А. С.. — М. : Искусство, 1971. — 31 с. ; 20 см. — (Репертуар художественной самодеятельности ; № 22).
- 14 публікацій в газеті «Правда».

## Сценарист[2]
- 1969 — «Містерія-Буф»;
- 1975 — «Поверніть Рекса[ru]»; автори сценарію — Р. Б. Віккерс, О. С. Каневський. Режисери мультфільму — В. І. Пекар[ru], В. І. Попов[ru].
- 1975 — «Чотири нерозлучні таргани і цвіркун»;
- 1976 — Справа доручається детективу Тедді. Справа № 001. Бурий і Білий;
- 1978 — «Жовтневий марш»;
- 1980 — «Пригоди на дачі»;
- 1983 — «Крила»;
- 1985 — «Чумацький шлях».